# Zheleznodorozhnoi platformy Kotseby
Zheleznodorozhnoi platformy Kotseby (del ruso: Железнодорожной платформы Коцебу) es un posiólok del raión de Novokubansk, en el krai de Krasnodar de Rusia. Está situado en las llanuras enmarcadas entre las vertientes septentrionales del Cáucaso Norte y la orilla occidental del río Kubán, 13 km al noroeste de Novokubansk y 152 km al este de Krasnodar. Tenía 34 habitantes en 2010.
Pertenece al municipio Kovalévskoye.

## Transporte
Está situado junto a una plataforma del ferrocarril del Cáucaso Norte